# توسیگل
توسیگل (به انگلیسی: TUSSI-GOL)
رده درمانی: ضد سرفه
اشکال دارویی: قطره

## موارد مصرف
قطره توسیگل به عنوان ضد سرفه و خلط‌آور مصرف می‌شود.

## اجزاء فرآورده
قطره توسیگل حاوی عصاره آویشن Thymus vulgaris به میزان ۵۰ میلی‌گرم و اسانس انیسون ستاره‌ای IIIicium verum به میزان ۲۵۰ میلی‌گرم در هر ۵ میلی لیتر فرآورده معادل ۴/۵ میلی‌گرم ترکیبات فنلی می‌باشد.

## مکانیسم اثر
اثرات ضد سرفه و خلط‌آور این فرآورده احتمالاً مربوط به روغنهای فرار آن (تیمول، کارواکرول و آنتول) می‌باشد.

## عوارض جانبی
تیمول موجود در این فرآورده ممکن است باعث تحریک غشا مخاطی گردد. به دلیل وجود آنتول احتمال بروز واکنش‌های آلرژیک (درماتیت تماسی) در افراد حساس وجود دارد.